# Blake Gaudry
Pour les articles homonymes, voir Gaudry.
Blake Gaudry, né le 29 novembre 1991 à Baulkham Hills, est un trampoliniste australien.

## Carrière
Il remporte aux Championnats du monde de trampoline 2013 la médaille de bronze par équipes. Il obtient aux Pacific Rim Championships deux médailles d'or en synchronisé et par équipes en 2012 et deux médailles de bronze en synchronisé et par équipes en 2014.